# George Eliot
George Eliot, pseudônimo de Mary Ann Evans (Nuneaton, 22 de novembro de 1819 – Londres, 22 de dezembro de 1880), foi uma romancista autodidata britânica.
Usava um nom de plume masculino para que seus trabalhos fossem levados a sério. À época, outras autoras publicavam trabalhos sob seus verdadeiros nomes, porém, Eliot queria escapar de estereótipos que ditavam que mulheres só escreviam romances leves. Outro fator que pode ter levado Eliot a usar um pseudônimo masculino era o desejo de preservar sua vida íntima, sobretudo seu relacionamento com George Henry Lewes, um homem casado, com quem viveu por mais de vinte anos.
Estreou na literatura ao realizar as traduções de “A vida de Jesus” de David Strauss, e “A essência do cristianismo”, de Ludwig Feuerbach. Sob o pseudônimo George Eliot, foi autora de várias poesias, manuscritos e sete romances, sendo os mais famosos: “Adam Bede” (1859), “O moinho à beira do rio” (1860), “Silas Marner: o tecelão de Raveloe” (1861), e “Middlemarch: um estudo da vida provinciana” (1871-1872). Os temas mais recorrentes em seus romances são: a discussão em torno dos papéis de gênero e das regras de conduta moral próprios da sociedade vitoriana, o debate sobre a legitimidade das configurações familiares que fugiam ao modelo tradicional nuclear formado, especificamente, por pai, mãe e filhos, e a idealização da parentalidade como uma relação de não dominação, além da apresentação de personagens destoantes das regras morais tradicionais da sociedade inglesa do século XIX.
Desenvolveu o método da análise psicológico característico da ficção moderna. Sua obra Brasil: Middlemarch: um estudo da vida provinciana / Portugal: A vida era assim em Middlemarch (1872) é considerada um dos maiores romances do século XIX.

## Biografia

### Primeiros anos

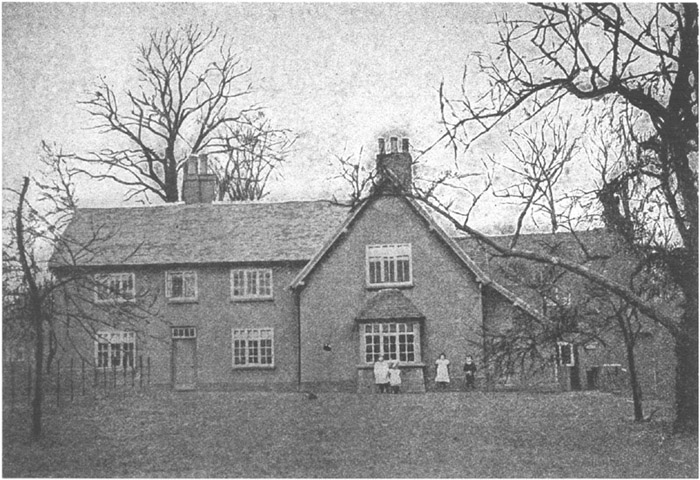
Local de nascimento de George Eliot

Mary Ann Evans nasceu em Nuneaton, condado de Warwickshire, no centro da Inglaterra, em 1819. Era a terceira criança de Robert Evans (1773–1849) e Christiana Evans (1788–1836). Seus outros irmãos eram Christiana, conhecida como Chrissey (1814–59), Isaac (1816–1890), e dois irmãos gêmeos que morreram pouco depois de nascer, em março de 1821. Ela tinha ainda um meio irmão, Robert (1802–64) e uma meia irmã Fanny (1805–82), do primeiro casamento de seu pai com Harriet Poynton (?1780–1809). Seu pai era de ascendência galesa e foi administrador de Arbury Hall, propriedade da família Newdigate, de Warwickshire. Mary Ann nasceu na casa designada para a família ao sul da casa principal da propriedade. No começo de 1820, a família mudou-se para a casa Griff, entre Nuneaton e Bedworth.
Desde muito cedo Mary Ann demonstrava curiosidade, inteligência e um apetite voraz para a leitura. Por não ser considerada fisicamente bonita, Mary Ann acreditava que não teria grandes chances de ter um bom casamento. Por conta de sua inteligência, seu pai investiu em sua educação, algo raro para as mulheres da época. Entre os cinco e os nove anos de idade, ela frequentou a escola para moças Miss Latham com sua irmã Chrissey, em Attleborough e dos nove aos 13 anos a escola de Mrs. Wallington. Dos 13 aos 16 ela estudou na Miss Franklin, em Coventry.
Depois dos 16 anos, Mary Ann não teve educação formal, mas graças à importância de seu pai, ela ganhou acesso à biblioteca de Arbury Hall, o que contribuiu e muito para seu aprendizado, quase todo ele de forma autodidata. Tanta leitura na biblioteca deixou marcas em sua escrita, como a influência da literatura grega clássica, como as tragédias. Visitar a rica residência da aristocracia a fez enxergar a diferença entre as classes sociais, que ganhou grande importância em seus escritos. Outra importante influência foi a religião, especialmente o conflito entre os anglicanos e os dissidentes ingleses que começavam a proliferar.

### Mudança para Coventry

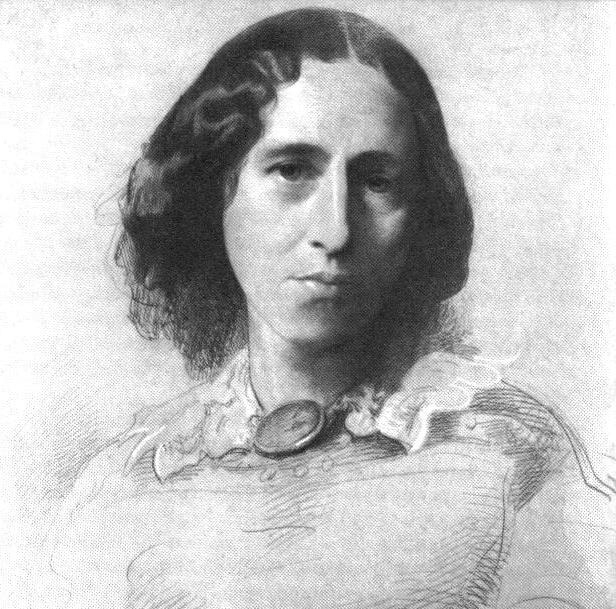
Retrato de George Eliot por Samuel Laurence, por volta de 1860

Em 1836, sua mãe morreu e Mary Ann fez 16 anos. Ela precisou voltar para casa para ajudar a cuidá-la, mas manteve uma intensa correspondência com sua professora Maria Lewis. Quando tinha 21 anos, seu irmão Isaac casou-se e assumiu a casa da família, então Mary Ann e seu pai mudaram-se para Foleshill, perto de Coventry. A proximidade com a sociedade em Coventry trouxe-lhe novas influências, especialmente de Charles e Cara Bray. Charles Bray era um rico industrial da área de tecidos e usava sua fortuna para construir escolas, entre outros trabalhos filantrópicos. Mary Ann vinha lutando com alguns dilemas religiosos na época e acabou tornando-se amiga dos progressistas Bray, cuja casa em Rosehill se tornara um centro de discussões liberais e de debates de ideias radicais. Algumas pessoas que Mary Ann conheceu lá foram Robert Owen, Herbert Spencer, Harriet Martineau e Ralph Waldo Emerson.
Foi neste círculo de intelectuais que Mary Ann entrou em contato com teologias mais liberais e com os escritores David Strauss e Ludwig Feuerbach, que lançava várias dúvidas sobre a interpretação literal de passagens bíblicas. O primeiro grande trabalho de Mary Ann, inclusive foi uma tradução para o inglês de uma obra de Strauss, The Life of Jesus (1846), que ela completou depois que outro membro da comunidade de Rosehill a deixou pela metade. Em seguida, ela traduziu uma obra de Feuerbach, The Essence of Christianity (1854). Charles Bray publicou algumas das resenhas de Mary Ann no jornal Coventry Herald and Observer.
Quando Mary Ann começou a duvidar e questionar sua fé, seu pai ameaçou expulsá-la de casa, mas ficou apenas na ameaça. Ela acabou atendendo aos serviços religiosos respeitosamente e continuou a cuidar dele e da casa até a morte dele, em 1849, quando Mary Ann tinha apenas 30 anos. Cinco dias depois do funeral de seu pai, ela viajou para a Suíça com o casal Bray. Morou sozinha em Genebra por um tempo, onde aproveitou para passear pelo interior, que foram de grande inspiração.
Ao volta para a Inglaterra em 1850, Mary Ann mudou-se para Londres com a intenção de tornar-se escritora, começando a assinar como Marian Evans. Ficou hospedada na casa do editor John Chapman, que ela tinha conhecido em Rosehill e com quem trabalhou na tradução da obra de Strauss. John Chapman tinha acabado de comprar a revista literária The Westminster Review, e Mary Ann se tornou editora assistente em 1851. Apesar de John ser o editor oficial, era Mary Ann quem fazia a maior parte de trabalho do jornal, contribuindo em vários ensaios e resenhas, de janeiro de 1852 até metade de 1854, quando ela deixou a empresa.
Mulheres escritoras eram comuns na época, mas o trabalho de Mary Ann como editora de uma revista literária era bem incomum. Por não ser considerada particularmente bonita pela sociedade da época, nenhum de seus interesses românticos rendeu algum relacionamento.

### Relacionamento com George Lewes
Mary Ann conheceu o filósofo e crítico literário George Henry Lewes (1817–78) em 1851 e os dois decidiram morar juntos. George já era casado com Agnes Jervis na época, mas os dois tinham um relacionamento aberto. Além dos três filhos que teve com Agnes, ela também tinha outros quatro com Thornton Leigh Hunt. George concordou em ter seu nome nas certidões de nascimento dos filhos de Agnes com Thornton e ele foi acusado de cumplicidade para cometer adultério e, portanto, foi impedido de se divorciar legalmente de Agnes. Em julho de 1854, George e Mary Ann viajaram para Weimar e Berlim para fins de pesquisa.
A viagem também serviu como lua de mel para o casal, que se considerava casado, sendo que Mary Ann se designava Mary Ann Evans Lewes, e chamava George de marido. Não era incomum para os casais da sociedade vitoriana de terem casos extraconjugais. Charles Bray, John Chapman, Friedrich Engels e Wilkie Collins todos tinham casos fora de seu casamento, mas eram muito mais discretos que George e Mary Ann. Foi a falta de discrição dos dois e o fato de publicamente se mostrarem juntos que criou as acusações de poligamia e gerou uma onda de desaprovação da sociedade inglesa sobre o casal.

### Casamento com John Cross

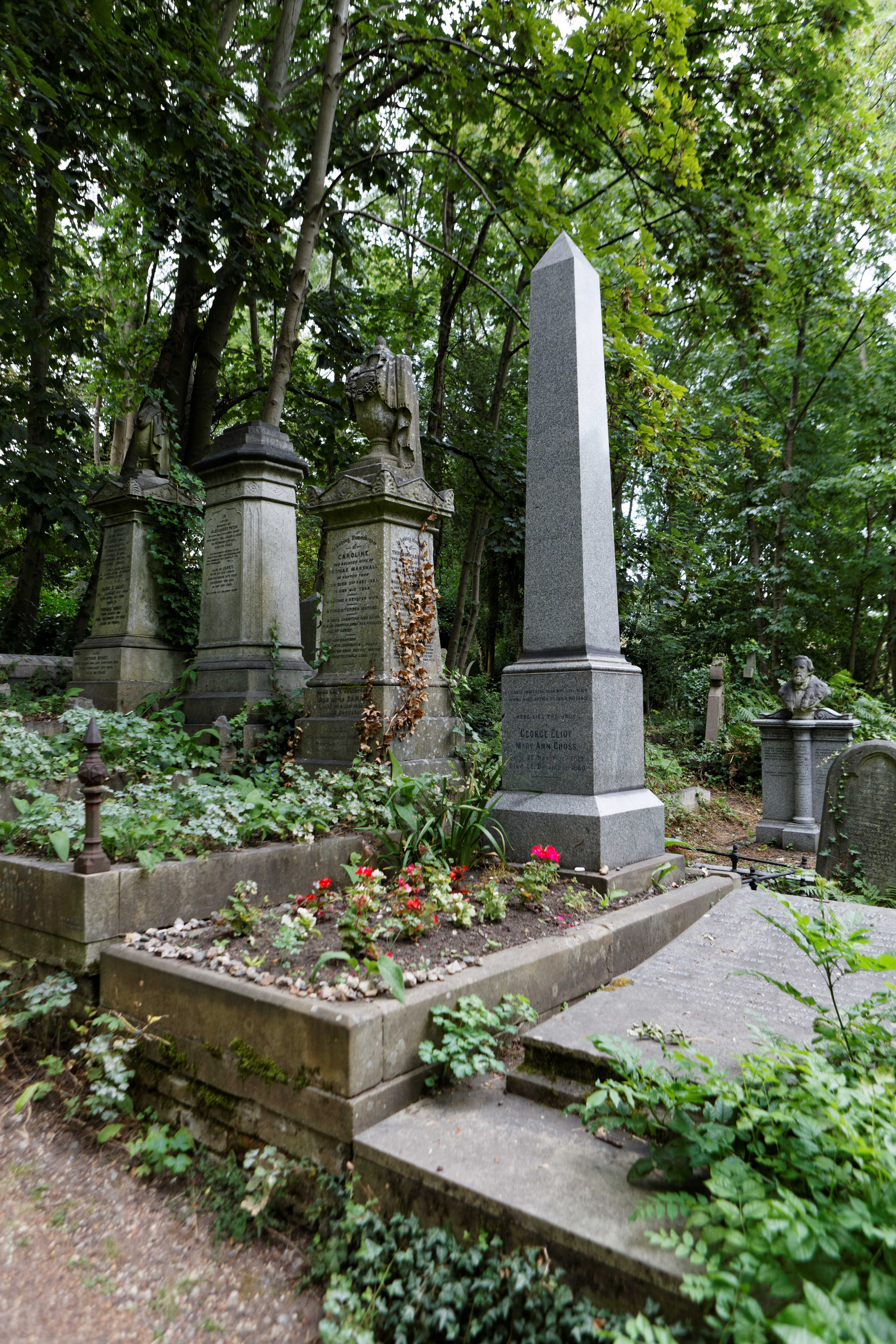
Túmulo de Mary Ann no cemitério Highgate

Em 16 de maio de 1880, Mary Ann causou polêmica mais uma vez ao se casar com John Cross, um homem vinte anos mais novo, e novamente mudando seu nome para Mary Anne Cross. O casamento legal agradou seu irmão Isaac, com quem tinha cortado relações quando ela começou seu relacionamento com George. Enquanto o casal estava em lua de mel em Veneza, John, acometido por uma depressão, saltou da varanda do hotel no Grande Canal da cidade, mas sobreviveu e o casal retornou para a Inglaterra. Eles mudaram para Chelsea, em Londres.

## Morte
Pouco depois de se mudaram para Chelsea, Mary Ann caiu de cama com uma infecção na garganta. Aliado a uma severa doença renal que a afligia havia vários anos, acabou levando-a à morte em 22 de dezembro de 1880, aos 61 anos. Mary Ann não foi sepultada na Abadia de Westminster por sua renúncia à fé cristã e por sua vida pessoal conturbada e poligâmica com George Lewes. Ela então foi sepultada no cemitério de Highgate, em Londres, em uma área reservada para dissidentes religiosos e agnósticos, ao lado de seu amado George. Os túmulos de Karl Marx e Herbert Spencer estão próximos ao seu. Em 1980, no centenário de sua morte, uma pedra memorial foi colocada em seu nome na Poets' Corner da Abadia de Westminster.

## Obras

### Romances
- O carpinteiro do vale dos fenos - no original Adam Bede, 1859.
- O moinho à beira do rio - no original The Mill on the Floss, 1860.
- Silas Marner: o tecelão de Raveloe - no original Silas Marner, 1861.
- Rómula: romance - no original Romola, 1863.
- Felix Holt, the Radical, 1866.
- Brasil: Middlemarch: um estudo da vida provinciana / Portugal: A vida era assim em Middlemarch - no original Middlemarch, 1871–72.
- Daniel Deronda, 1876.

### Poesia
- Agatha, 1869.
- Brother and Sister, 1869.
- Armgart, 1871.
- Stradivarius, 1873.
- The Legend of Jubal, 1874.
- I Grant You Ample Leave, 1874.
- Arion, 1874.
- A Minor Prophet, 1874.
- A College Breakfast Party, 1879.
- The Death of Moses, 1879.
- From a London Drawing Room.
- Count That Day Lost.

### Outros
- Fac-símile digital de manuscrito "Quarry for Middlemarch", MS Lowell 13, Houghton Library, Harvard University.
- Tradução de Das Leben Jesu, kritisch bearbeitet (A vida de Jesus) Volume 2 de David Strauss, 1846.
- Tradução de Das Wesen des Christentums (A essência do cristianismo) by Ludwig Feuerbach, 1854.
- "Three Months in Weimar", 1855.
- "Silly Novels by Lady Novelists", 1856.
- "The Natural History of German Life", 1856.
- Scenes of Clerical Life, 1857.
  - The Sad Fortunes of the Rev. Amos Barton.
  - Mr Gilfil's Love Story.
  - Janet's Repentance.
- The Lifted Veil, 1859.
- Brother Jacob, 1864.
- "The Influence of Rationalism", 1865.
- Impressions of Theophrastus Such, 1879.
- Review of John Ruskin's Modern Painters in Westminster Review April 1856.